# Wolfgang Köhler (Journalist)
Wolfgang Köhler (* 1947) ist ein deutscher Journalist.
Köhler studierte Betriebswirtschaftslehre, Volkswirtschaftslehre und Philosophie in Berlin. Zunächst arbeitete er in Berlin, London und New York in der Touristikbranche. Ab Anfang der 1980er Jahre war er als Wirtschaftsredakteur in diversen Redaktionen tätig. U.a. schrieb er für die „Wirtschaftswoche“ und die Wochenzeitung „Die Zeit“. Seit 1996 arbeitet er freiberuflich als Journalist und Buchautor.

## Bücher
- Aus Geld Vermögen machen – Sparen allein reicht nicht, Wirtschaftsverlag Langen Müller/Herbig, 1995, ISBN 3-7844-7326-1
- Investmentfonds – Tipps und Strategien zu Auswahl und Vermögensaufbau, Verbraucher-Zentrale Nordrhein-Westfalen (Hrsg.), 2000, ISBN 3-933705-07-X
- Wall Street Panik – Banken ausser Kontrolle. Wie Kredithaie die Weltkonjunktur ins Wanken bringen, Mankau Verlag, 2008, ISBN 978-3-938396-21-6
- Crash 2009 – Die neue Weltwirtschaftskrise. Wie es dazu kommen konnte und wie Sie jetzt Ihr Geld anlegen sollten!, Mankau Verlag, 2009, ISBN 978-3-938396-31-5